# سسارئو ویکتورینو
سسارئو ویکتورینو (اسپانیایی: Cesáreo Victorino‎; ۸ فوریهٔ ۱۹۴۷ – ۱۹ ژوئن ۱۹۹۹) بازیکن فوتبال اهل مکزیک بود.
از باشگاه‌هایی که در آن بازی کرده‌است می‌توان به باشگاه فوتبال دپورتیوو اورو، باشگاه فوتبال کروز آزول، و باشگاه فوتبال آمریکا اشاره کرد.